# Grand Rapids (Michigan)
Grand Rapids je druhé největší město v Michiganu a zároveň hlavní město Kent County. Leží na řece Grand přibližně 48 km východně od Michiganského jezera. Jedná se o ekonomické a kulturní centrum západního Michiganu a také o nejrychleji rostoucí velkoměsto nejen v tomto státě, ale i na Středozápadě.
Dle amerického sčítání lidu z roku 2019 mělo město 201 013 obyvatel, zatímco jeho větší metropolitní oblast měla 1 077 370 obyvatel a kombinovaná statistická oblast 1 412 470 obyvatel.
Město je historicky centrum výroby nábytku, proto je také domovem pěti předních světových společností zabývajících se kancelářským nábytkem, rovněž má přezdívku „Furniture City“. Jiné přezdívky zahrnují třeba „River City“ a v poslední době i „Beer City“ (pojmenované tak USA Today a přijaté městem jako značka). Město a okolní obce se v ekonomice zaměřují také zejména na rozvoj zdravotní péče, informačních technologií, automobilového průmyslu, letectví a výrobu spotřebního zboží.
Grand Rapids byl domovem amerického prezidenta Geralda Forda, který je pohřben se svou manželkou Betty v areálu prezidentského muzea Geralda R. Forda ve městě. Po něm je pojmenováno také hlavní letiště města a jedna z jeho dálnic.

## Demografie

### Etnický původ
Podle průzkumu amerického společenství z roku 2007 jsou nejčastějšími předky v Grand Rapids (kromě amerických původních obyvatel) lidé s německými (23,4 % populace), nizozemskými (21,2 %), irskými (11,4 %), anglickými (10,8 %), polskými (6,5 %) a francouzskými (4,1 %) kořeny.
V posledních desetiletích došlo v Grand Rapids a jeho předměstských oblastech k nárůstu jejich latinskoamerických komunit. V letech 2000 až 2010 vzrostla latinskoamerická populace v Grand Rapids z 25 818 na 29 261, za deset let to tedy bylo o 13 %. Zároveň byl v roce 2015 Grand Rapids hodnocen jako druhé nejhorší město pro Afroameričany.

## Vzdělání
Veřejné vzdělávání K – 12 poskytují veřejné školy Grand Rapids Public Schools (GRPS) a řada tzv. autonomních škol. Městská střední škola, která je klíčovou školou pro akademicky nadané studenty v metropolitní oblasti a provozovaná GRPS, je obvykle zařazena mezi nejlepší střední školy v zemi. Grand Rapids je také domovem nejstarší koedukované katolické střední školy ve Spojených státech, Catholic Central High School. National Heritage Academy, která provozuje autonomní školy v několika US státech, má sídlo v Grand Rapids.

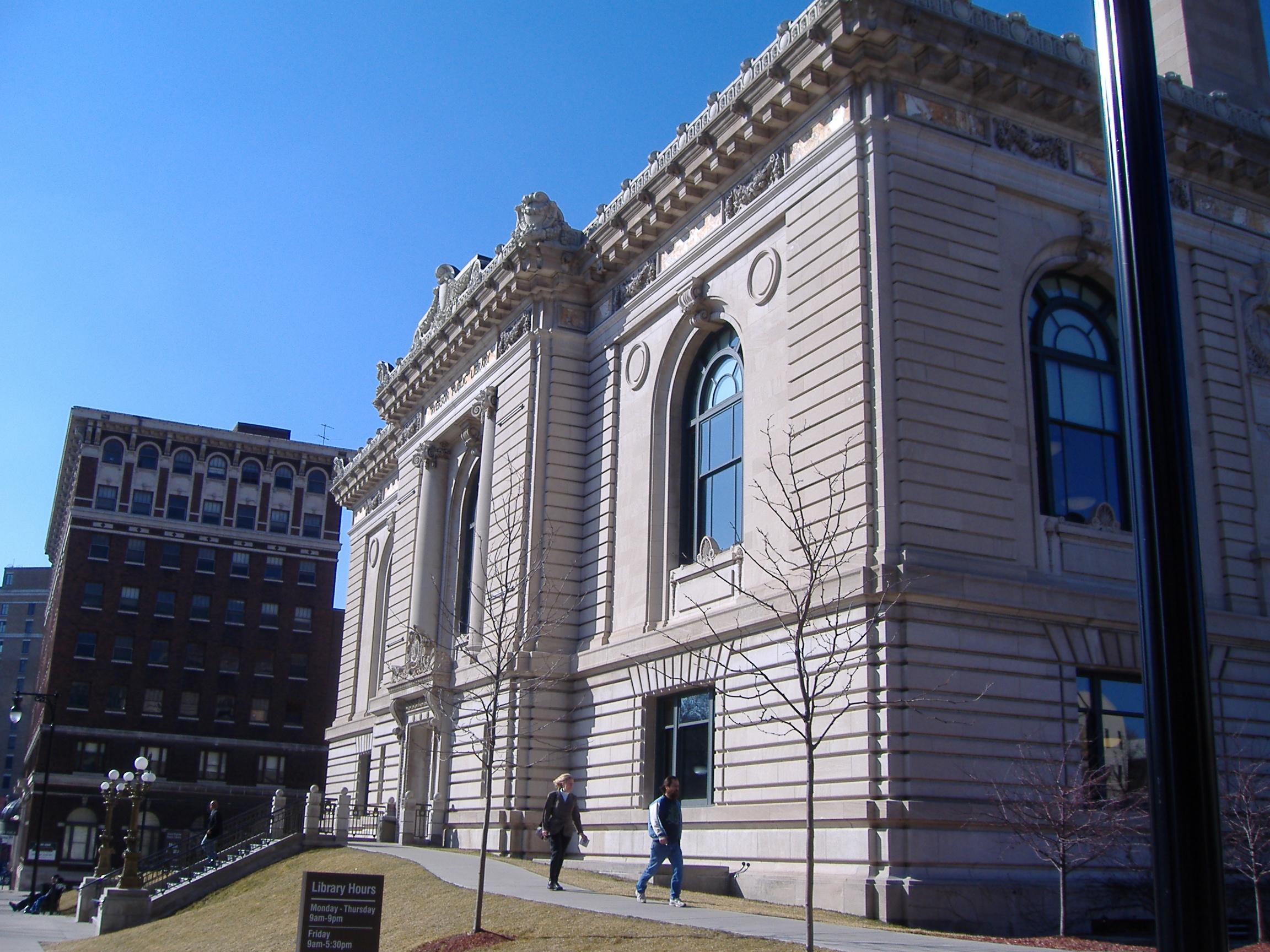
Budova Ryerson Building, její nejstarší křídlo, hlavní pobočka veřejné knihovny Grand Rapids která byla otevřena v roce 1904

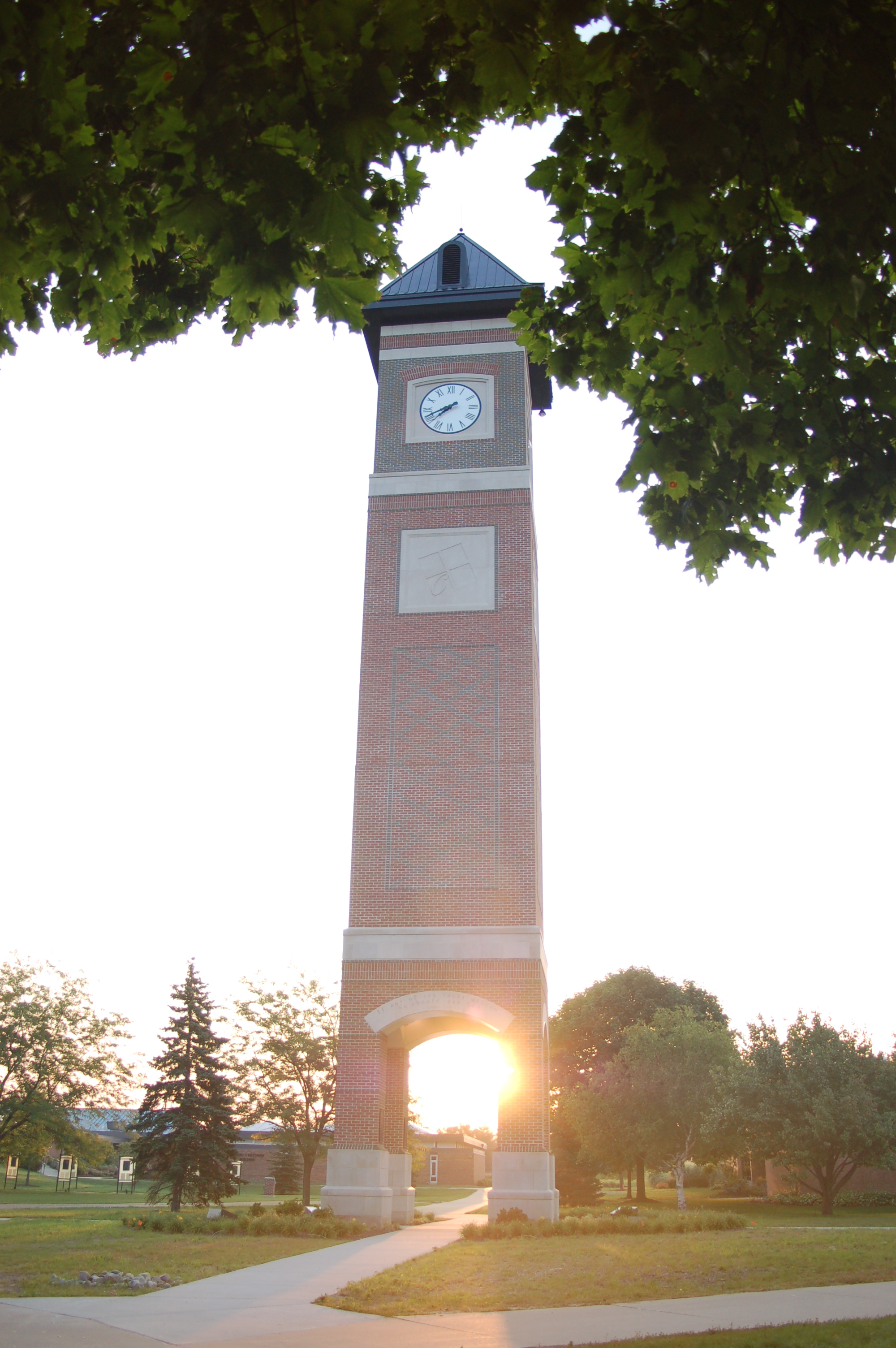
Welch Clock Tower v areálu Cornerstone University

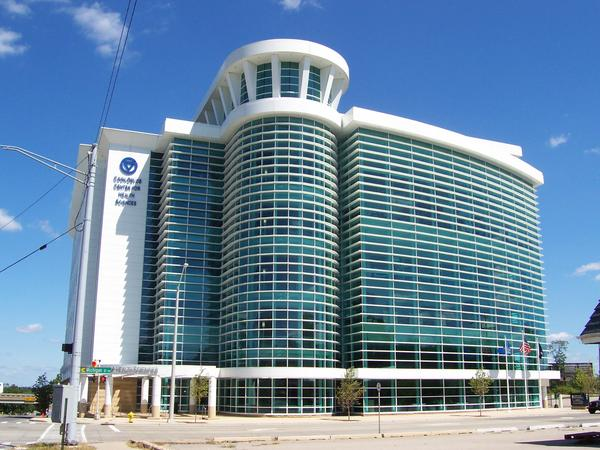
Cook-DeVos Center for Health Sciences, je součástí kampusu Pew Grand Rapids Státní univerzity v Grand Valley

Grand Rapids je domovem několika vysokých škol a univerzit. Soukromé náboženské školy jsou: Akvinská vysoká škola, Calvinova univerzita, Cornerstone University, Grace Bible College a Kuyper College, každá z těchto škol má kampus ve městě. Rovněž semináře Calvinův teologický seminář, teologický seminář Grand Rapids a Puritan Reformed Theological Seminary sídlí v Grand Rapids. Thomas M. Cooley Law School, což je soukromá instituce, má také kampus v Grand Rapids. Northwood University, soukromá univerzita s hlavním kampusem v Midlandu v Michiganu, má satelitní kampus v centru města. Odborná škola Davenport University, která je soukromá nezisková univerzita s více pracovišti a se 14 celonárodními areály, má hlavní kampus za Grand Rapids.
Mezi veřejné terciární institucepatří Grand Rapids Community College (GRCC), která vlastní kampus v centru města a budovy má i v jiných částech města a okolního regionu.
Státní univerzita v Grand Valley s hlavním kampusem v nedalekém Allendale posiluje svou přítomnost v centru města rozšířením kampusu Pew,jehož stavba byla zahájena v 80. letech na západním břehu řeky Grand.
Ferris State University má rostoucí areál v centru města, včetně Applied Technology Center (provozovaného s GRCC) a Kendall College of Art and Design, dříve soukromé instituce, která je nyní součástí Ferris State University. Ta má také pobočku - College of Pharmacy v centru města. Univerzita Western Michigan University má ve městě dlouholetý postgraduální program se zařízením v centru a na jihovýchodě. Na tzv. lékařské míli sídlí Van Andelův institut pro výzkum rakoviny, jenž byl založený v roce 1996. V institutu se v roce 2005 etablovala postgraduální výuka pro doktorandy v buněčné, genetické a molekulární biologii.
Grand Rapids je sídlem lékařského vzdělávání. Secchia Center, sedmipodlažní budova o ploše o rozloze 17 000 m² se nachází na rohu ulic Michigan Street a Division Avenue, což je část tzv. lékařské míle v Grand Rapids. Budova je domovem kampusu Grand Rapids College of Human Medicine Michiganské státní univerzity. Tento kampus školí studenty medicíny během všech čtyř let jejich lékařského vzdělání. Nejmodernější zařízení proto zahrnuje místnosti pro klinické vyšetření, simulační sady, učebny, kanceláře a studentské oblasti.

## Kultura
Léto v Grand Rapids končí Slavností o Velkém víkendu po svátku práce, kdy se konají koncerty zdarma. „Oslava na Grand“ je událost, která oslavuje život v údolí řeky Grand River. Každý říjen město oslavuje polskou kulturu, historicky orientovanou na západní straně města, tzv. Pulaski Days .
V polovině roku 2004 začalo Grand Rapids Art Museum (GRAM) stavět novou, větší budovu pro své sbírky. Ta se otevřela v říjnu 2007. Byla to první budova muzea umění, která získala certifikaci LEED na zlaté úrovni udělovanou americkou radou pro zelené budovy.

### Politika
Bývalý prezident Gerald Ford zastupoval okres v letech 1949 až 1973 a je pohřben v areálu svého prezidentského muzea v Grand Rapids.
Vlastní město a vnitřní předměstí upřednostňují Demokratickou stranu, zatímco vnější předměstí Grand Rapids podporují Republikánskou stranu.
Ve městě a na předměstích žije několik hlavních dárců celostátní Republikánské strany, včetně rodiny DeVos a Petera Secchia, bývalého velvyslance v Itálii. 
Oba zástupci ve Sněmovně reprezentantů v Michiganu jsou demokraté a v sedmi posledních prezidentských volbách získali demokratičtí kandidáti Bill Clinton, Al Gore, John Kerry, Barack Obama a Hillary Clintonová většinu nebo pluralitu hlasů ve městě. Posledním republikánským kandidátem na prezidenta, kterého město zvolilo, byl George HW Bush v roce 1988. 

## Slavní rodáci
- Del Shannon (1934–1990), americký zpěvák
- Roger Bruce Chaffee (1935–1967), americký vojenský letec a astronaut, tragicky zahynul při požáru na palubě Apolla 1
- Jack Lousma (* 1936), bývalý americký astronaut
- Anthony Kiedis (* 1962), americký zpěvák skupiny Red Hot Chili Peppers
- Floyd Mayweather, Jr. (* 1977), americký profesionální boxer a wrestler
- Taylor Lautner (* 1992), americký herec